# Finger (protokół)
Finger – protokół komunikacyjny typu klient-serwer bazujący na protokole TCP, zdefiniowany w RFC 1288 ↓, powszechnie używany do lat 90. XX wieku. Został napisany przez Les Earnesta w 1971 roku.
Zapewniał on połączenie z programem informacyjnym zainstalowanym na innym serwerze i przekazywał do systemu operacyjnego informacje, takie jak:
- identyfikator użytkownika,
- jego imię i nazwisko,
- czas podłączenia do systemu oraz czas nieaktywności klawiatury,
- nazwę kartoteki głównej użytkownika („home directory”)
- zawartość plików: .plan i .project,
- numer telefonu biurowego (jeżeli był podany).

Finger został wycofany z powszechnego użytku, gdyż znacznie zmniejszał bezpieczeństwo systemu. Ułatwiał m.in. włamanie się do systemu. Robił to, przekazując dane o nazwie użytkownika danego systemu, przez co można było przeprowadzić na nim atak słownikowy lub atak brute force.
Przykład informacji uzyskanej za pomocą fingera:
```
$ finger ktos@domena.pl
[cos.blaa.bla.blaa.pl]
Login name: ktos                      In real life: Ktos Kowalski
Bldg: 113 B1, Work phone: 7777  88-88-88
Directory: /home/ktos                 Shell: /bin/ksh
On since Jul 15 19:19:01 on console             5 hours 23 minutes Idle Time
No Plan.

```

Ostatni zapis informuje, że użytkownik Ktos nie ma w swoim katalogu domowym pliku ukrytego o nazwie .plan, zwykle zawierającego plany na najbliższą przyszłość. Plik .plan był standardową lokacją dla takich informacji, a ponieważ daemon fingera udostępniał ten plik do odczytu wszystkim użytkownikom, można się było dzięki temu łatwo dowiedzieć czym kto się aktualnie zajmuje i jakie ma zamiary.